# Tellervo Chasma
Il Tellervo Chasma è una struttura geologica della superficie di Venere.